# Live at the Brixton Academy (Brian May)
Live at the Brixton Academy è un album dal vivo autoprodotto da Brian May, pubblicato nel 1994 a distanza di tre anni dalla morte del frontman dei Queen Freddie Mercury e a due dal disco solista Back to the Light.

## Descrizione
Il disco, registrato al concerto al Brixton Academy di Londra (primo concerto da solista) ripropone, oltre le canzoni da solista di Brian May, alcuni "classici" del repertorio dei Queen e alcune canzoni accreditate al cantante dei Queen Freddie Mercury (ad esempio Love of My Life). Per la prima ed unica volta, viene eseguita Headlong tratta da Innuendo, l'ultimo album dei Queen. Inoltre si trova Since You've Been Gone, cover dei Rainbow.

## Tracce
1. The Dark/Back to the Light – 5:41
2. Driven by You – 4:17
3. Tie Your Mother Down (Queen) – 4:38
4. Love Token – 3:05
5. Headlong (Queen) – 6:08
6. Love of My Life (Queen, Freddie Mercury) – 4:44
7. '39/Let Your Heart Rule Your Head (Queen, Brian May) – 4:11
8. Too Much Love Will Kill You – 4:33
9. Since You've Been Gone (cover dei Rainbow) – 3:41
10. Now I'm Here (Queen) – 6:58
11. Guitar Extravagance – 6:06
12. Resurrection – 10:08
13. Last Horizon – 3:14
14. We Will Rock You (Fast Version) (Queen) – 3:54
15. Hammer to Fall (Queen) – 5:31

## Il gruppo
- Brian May - voce, chitarra solista
- Cozy Powell - batteria
- Neil Murray - basso
- Jamie Moses - chitarra ritmica, cori
- Spike Edney - tastiere, cori
- Catherine Porter - cori
- Shelley Preston - cori